# Pascal Yoadimnadji
Pascal Yoadimnadji (* 1950 im Tschad; † 23. Februar 2007 in Paris) war ein tschadischer Politiker. Von Februar 2005 bis zu seinem Tod war er Premierminister des Tschad.

## Politische Laufbahn
Yoadimnadji stammte aus dem Süden des Landes und gehörte der kleinen Volksgruppe der Gor an. Bevor er in die Politik ging, war er Rechtsanwalt.
1996 war er Präsident der Wahlkommission für die Präsidentschaftswahlen. Aus den Wahlen, die wegen Unregelmäßigkeiten kritisiert wurden, ging der seit 1990 regierende Idriss Déby als Sieger hervor. Seit dem 6. Januar 2000 war er als Nachfolger von Nagoum Yamassoum Präsident des Verfassungsgerichtes (Conseil constitutionel). Am 17. April 2002 wurde er einstimmig wiedergewählt.
Im Juli 2004 wurde er Landwirtschaftsminister, bevor ihn Präsident Déby zum Nachfolger des am 3. Februar 2005 zurückgetretenen Premierministers Moussa Faki ernannte. Wie seine Vorgänger gehörte er zur Partei Mouvement Patriotique du Salut (MPS).
Im Juli/August 2005 sicherte er in einem Brief an Human Rights Watch zu, die Gefolgsleute des ehemaligen Präsidenten Hissène Habré, die noch wichtige Positionen bekleiden, wegen Menschenrechtsverletzungen während Habrés Herrschaft zu entlassen.
Am 21. Februar 2007 wurde Yoadimnadji nach Paris geflogen, um dort medizinisch behandelt zu werden. Er starb zwei Tage später an einer Gehirnblutung. Die Amtsgeschäfte führte für die folgenden Tage Infrastrukturminister Adoum Younousmi weiter, Amtsnachfolger wurde der Minister für Raumplanung, Städtebau und Wohnungswesen, Delwa Kassiré Koumakoye.